# شیشه (بروجرد)
شیشه روستایی است از توابع شهرستان بروجرد در استان لرستان. این روستا در دهستان همت‌آباد در بخش مرکزی این شهرستان قرار دارد. روستای شیشه در جنوب شهر بروجرد بر روی دشت سیلاخور قرار گرفته‌است.

## جمعیت
بنابر سرشماری مرکز آمار ایران، جمعیت شیشه در سال ۱۳۸۵، برابر با ۲۸۱ نفر بوده‌است که از این میان ۱۴۹ نفر مرد و بقیه زن بوده‌اند. ۷۸٪ ساکنان باسوادند. این روستا ۶۵ خانوار دارد.